# Exoskelett
Ein Exoskelett (altgriechisch exo ‚außen‘ und skeletós ‚ausgetrockneter Körper‘, ‚Mumie‘), auch Außenskelett, ist eine Stützstruktur für einen Organismus, die eine stabile äußere Hülle um diesen bildet. Es ist, neben dem Endoskelett und dem Hydroskelett, eine der drei grundlegenden Bildungsweisen von Skeletten im Tierreich.
Exoskelette sind zum Beispiel kennzeichnend für die Gliederfüßer, den größten Stamm des Tierreichs. Auch andere Tierstämme wie Weichtiere (Mollusca) und Moostierchen (Bryozoa) tragen Exoskelette.

## Cuticula der Gliederfüßer

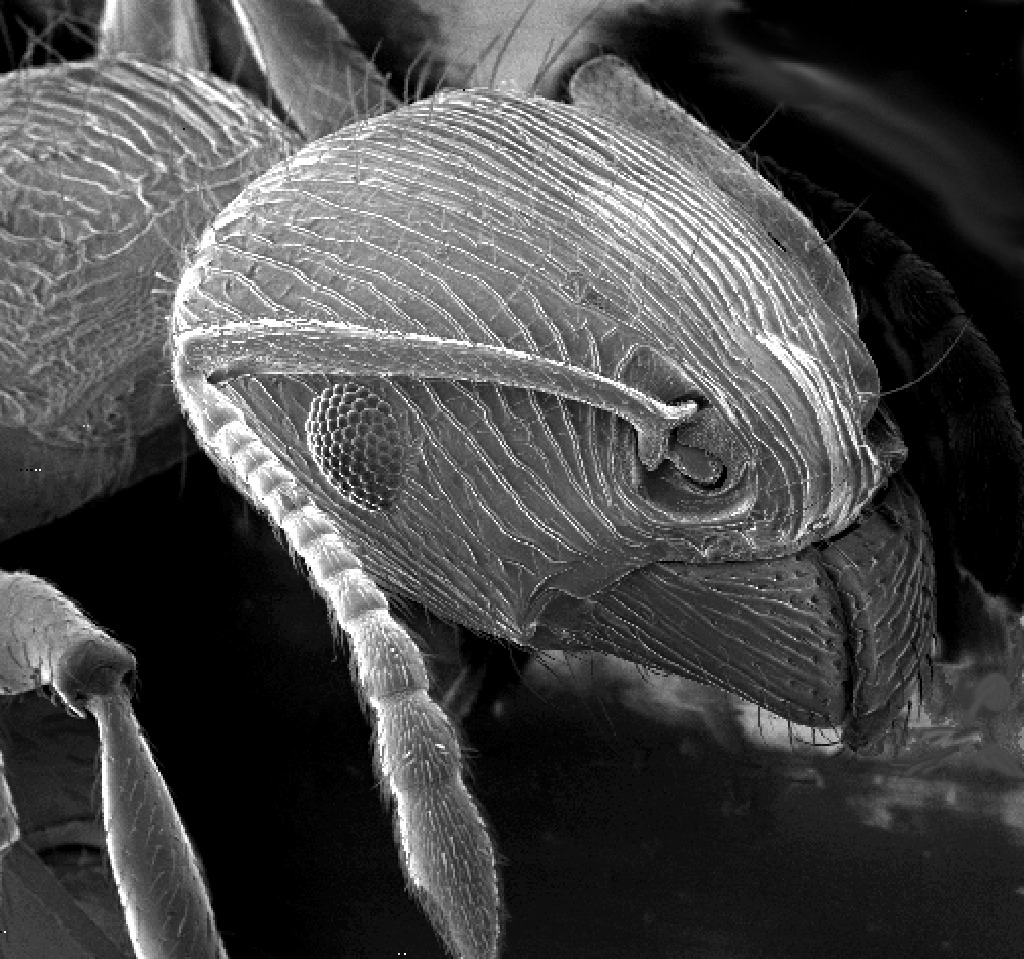
Kopf einer Ameise

Im Gegensatz zu den Wirbeltieren besitzen Gliederfüßer (Arthropoda) statt eines Endoskeletts (Innenskeletts) primär ein stabilisierendes Außenskelett. (Nur bei wenigen, meist winzigen, wasserlebenden Krebstieren wurde es sekundär zugunsten eines Hydroskeletts aufgegeben.)
Die Cuticula der Gliederfüßer ist eine von der äußersten Zelllage (Epidermis) nach außen abgeschiedene Hülle. Es handelt sich um einen flexiblen Hochleistungs-Verbundwerkstoff aus mehreren Komponenten. Grundbestandteil sind Fasern aus Chitin, einem stickstoffhaltigen Kohlenhydrat mit ähnlichen Eigenschaften wie Zellulose (deshalb ungenau auch manchmal „Chitinpanzer“ genannt). Jeweils 19 Chitinfasern lagern sich anti-parallel zueinander zu einem kristallinen Bündel von etwa 3 Nanometer Dicke und 0,3 Mikrometer Länge, einer sogenannten Mikrofibrille, aneinander. Die Chitin-Mikrofibrillen werden von Strukturproteinen umhüllt, die eine besondere Bindungsstelle für Chitin besitzen. (Diese Proteinkomponente wurde früher, als man ihren Aufbau noch nicht kannte, Arthropodin genannt. Dieser Ausdruck ist veraltet, aber in älteren Büchern noch zu finden).
Der Chitinanteil liegt typischerweise zwischen etwa 50 % (in flexibler Cuticula) und 15 bis 30 % (in ausgehärteter Cuticula von Skleriten) der Trockenmasse. Entgegen weit verbreiteten Vorstellungen besteht die Cuticula der Arthropoden also nicht überwiegend aus Chitin, sondern aus Chitin und Proteinen und anderen Komponenten in etwa gleichen Anteilen. Je nach Anteil und Zusammensetzung der Proteinkomponente entsteht entweder eine harte, feste oder eine weiche, biegsame Cuticula. Die feste und harte Cuticula bringt ausgehärtete Platten (Sklerite), Gliedmaßen, Haare, Mundwerkzeuge und ähnliche Strukturen hervor. Die weiche und biegsame baut z. B. die flexible Hülle von vielen Insektenlarven auf oder hält die harten Sklerite durch eingeschaltete Gelenkmembrane beweglich. Flexible Cuticula enthält um die zwanzig, ausgehärtete kann über zweihundert verschiedene Proteine enthalten, die in zwölf untereinander jeweils ähnliche Proteinfamilien eingeteilt werden.
Der Prozess des Aushärtens der Cuticula, Sklerotisierung genannt, beruht auf zwei Prozessen, die hormonell gesteuert zueinander komplementär  bei der Neubildung ablaufen. Einerseits wird Wasser ausgeschieden, wodurch sich die wasserabweisenden (hydrophoben) Bestandteile fester zusammenlagern. Andererseits wird ein Teil des Proteins fest zu einer Netzstruktur gebunden. Bei diesem Vorgang spielt Dopamin eine Schlüsselrolle. Die aus Dopamin synthetisierten Verbindungen N-Acetyldopamin (NADA) und N-beta-Alanyldopamin (NBAD) werden in die Cuticula abgegeben und hier enzymatisch zu hochreaktiven Chinonen oxydiert. Diese reagieren mit den Proteinen und bilden ein stabiles, nicht mehr abbaubares Netz von kovalenten Bindungen aus. Dabei bleibt von NADA sklerotisierte Cuticula farblos oder strohfarben, während von NBAD sklerotisierte dunkel gefärbt ist. Ein Teil des Dopamins kann auch zu dem dunklen Farbstoff Melanin umgewandelt werden, der vermutlich ebenfalls an der Vernetzung beteiligt ist und so das Außenskelett weiter verstärkt.
Die je nach Lage und Funktion so unterschiedlich sklerotisierten Chitin-Protein-Komplexe bilden dann wiederum Fasern aus. Diese größeren Fasern schließen sich zu plattenartigen Verbänden zusammen. Die fertige Cuticula besteht aus sehr vielen solchen Schichten, in denen die Fasern stets mehr oder weniger parallel ausgerichtet sind. In den aufeinander gestapelten Platten ist dann die Richtung der Fasern stets etwas zueinander versetzt, so dass die Gesamtstruktur aus schraubenförmig zueinander versetzten Faserplatten zusammengesetzt ist (nach ihrem Entdecker Bouligand-Struktur genannt). Dadurch erhöht sich die Festigkeit wesentlich, ähnlich der Konstruktion von Sperrholzplatten aus Holzlamellen, nur dass im Sperrholz die Einzellamellen rechtwinklig zueinander und nicht schraubenförmig verdreht liegen.
Bei vielen Krebstieren und Tausendfüßern wird die Härte der Cuticula durch Mineralstoffeinlagerungen weiter erhöht (sehr selten auch bei Insekten und Spinnentieren). Diese Panzerung besteht zum größten Teil aus Calciumcarbonat mit gewissen Anteilen von Phosphat und Magnesium. Der überwiegende Anteil dieser Substanz liegt amorph und nichtkristallin vor, ein geringerer Anteil, vor allem in der obersten, am stärksten beanspruchten Lage, kristallin als Calcit. Da Calciumcarbonat eigentlich spontan kristallisieren würde, ist es nur durch speziell gesteuerte Abscheidung möglich, es in amorphem Zustand zu halten. Dabei spielen der Magnesium- und der Phosphatanteil eine Rolle, aber auch spezielle organische Liganden, die die Kristallisation unterdrücken. Dadurch liegt auch der Phosphatanteil unkristallin vor (die kristalline Phase, Apatit genannt, kommt als Biomineral nur in anderen Organismengruppen vor. Möglicherweise bestanden die Außenskelette einiger ausgestorbener Gliederfüßer daraus). Der "Kalk"anteil des Panzers wird bei der Häutung zum Teil aufgelöst, im Körper zwischengespeichert und wird in den neuen Panzer wiedereingebaut. Erst seit wenigen Jahren ist bekannt, dass einige Gliederfüßer mit einem solchen Panzer diesen an besonders stark beanspruchten Stellen, wie an Mundwerkzeugen, Scheren und Stacheln, durch Einlagerungen von Schwermetallen wie Zink und Mangan und durch Halogene wie Chlorid und Bromid weiter verstärken. Dabei wurde nachgewiesen, dass die Härte durch Zinkeinlagerung auf das Dreifache gesteigert werden kann. In welcher Form die Einlagerung erfolgt, ist noch nicht entdeckt worden.
Andere Bereiche des Außenskeletts sind nicht auf Härte, sondern auf Dehnbarkeit oder Biegsamkeit optimiert. Besondere Eigenschaften verleiht eine Familie von Gummi-artigen Proteinen, Resilin genannt, die durch ihre Elastizität z. B. zum Sprungvermögen von Flöhen entscheidend beitragen.
Wie immer bei biologischen Konstruktionen ist das Außenskelett durch feinste Abstimmung von Materialeigenschaften und Form der Komponenten weiter optimiert. Stark beanspruchte Sklerite tragen innen rippenartige Verstärkungen, die sich außen z. T. durch Linien (Suturen genannt) verraten. Auch die Ansatzstellen der Muskeln sind oft durch Einsenkungen (hier Apodeme genannt) besonders verstärkt. Außerdem trägt die Cuticula eine Vielzahl von Schuppen, Haaren und Auswüchsen, darunter Sinneshaare von komplexestem innerem Aufbau.
Die Festigkeit des Außenskeletts ist je nach Aufbau in unterschiedlichen Partien sehr verschieden. Stärker sklerotisierte Bereiche können die Festigkeit von Hartholz oder Aluminium erreichen, einzelne Kanten können diejenige von Stahl erreichen. Im Mittel sind die stärker sklerotisierten Außenpanzer auch recht kleiner Gliederfüßer härter als die menschliche Haut, erreichen aber nicht die Werte von Knochen.
Da in diesem besonderen Fall eine vollständige Körperumhüllung ausgehärtet wurde, die auch passiv nicht mehr mitwachsen kann, muss das Exoskelett während des Wachstums komplett abgeworfen und wieder erneuert werden (Häutung). Neuerdings gibt es Hinweise darauf, dass nicht nur die Gliederfüßer, sondern auch andere sich häutende Wirbellose, deren Cuticula jedoch meist relativ unverhärtet geblieben ist, eine evolutionäre Abstammungsgemeinschaft bilden (Häutungstiere).
Die Cuticula der Gliederfüßer bildet in der dargestellten Form beinahe überhaupt keinen Schutz gegen Wasserverluste und Austrocknung, sie ist für Wasserdampf durchlässig. Vor allem Insekten besitzen dafür als äußerste Umhüllung eine extrem dünne Schicht aus wachsartigen Substanzen (z. B. langkettigen Kohlenwasserstoffen), Epicuticula genannt. Diese wird durch Poren der Cuticula nach deren Bildung ausgeschieden. Tausendfüßer, Krebstiere und die meisten Kieferklauenträger besitzen keine solche Epicuticula. Landlebende Formen meiden deshalb in der Regel direkte Sonneneinstrahlung. Vor allem nachtaktive und bodenlebende Formen dieser Gruppen können aber in extrem trockenen, ariden Gebieten wie z. B. Wüsten vorkommen, wenn ihnen tagsüber Schlupfwinkel zur Verfügung stehen.

## Gehäuse der Weichtiere
Bei Weichtieren können Muschelschalen, Schneckenhäuser oder gekammerte Gehäuse wie bei Perlbooten oder Ammoniten vorkommen (siehe auch → Aufbau, Wachstum und Funktion der Schale der Schalenweichtiere). Andere besitzen phylogenetisch daraus hervorgegangene Innenskelette wie Nacktschnecken oder manche Kopffüßer einen Schulp oder entsprechende Rudimente.

## Variationen der Exoskelette

Organismen (🌐 = Exoskelett)
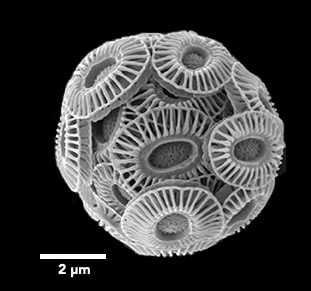
Gephyrocapsa huxleyi (Syn. Emiliania huxleyi) 🌐 Calcit-Coccolithen
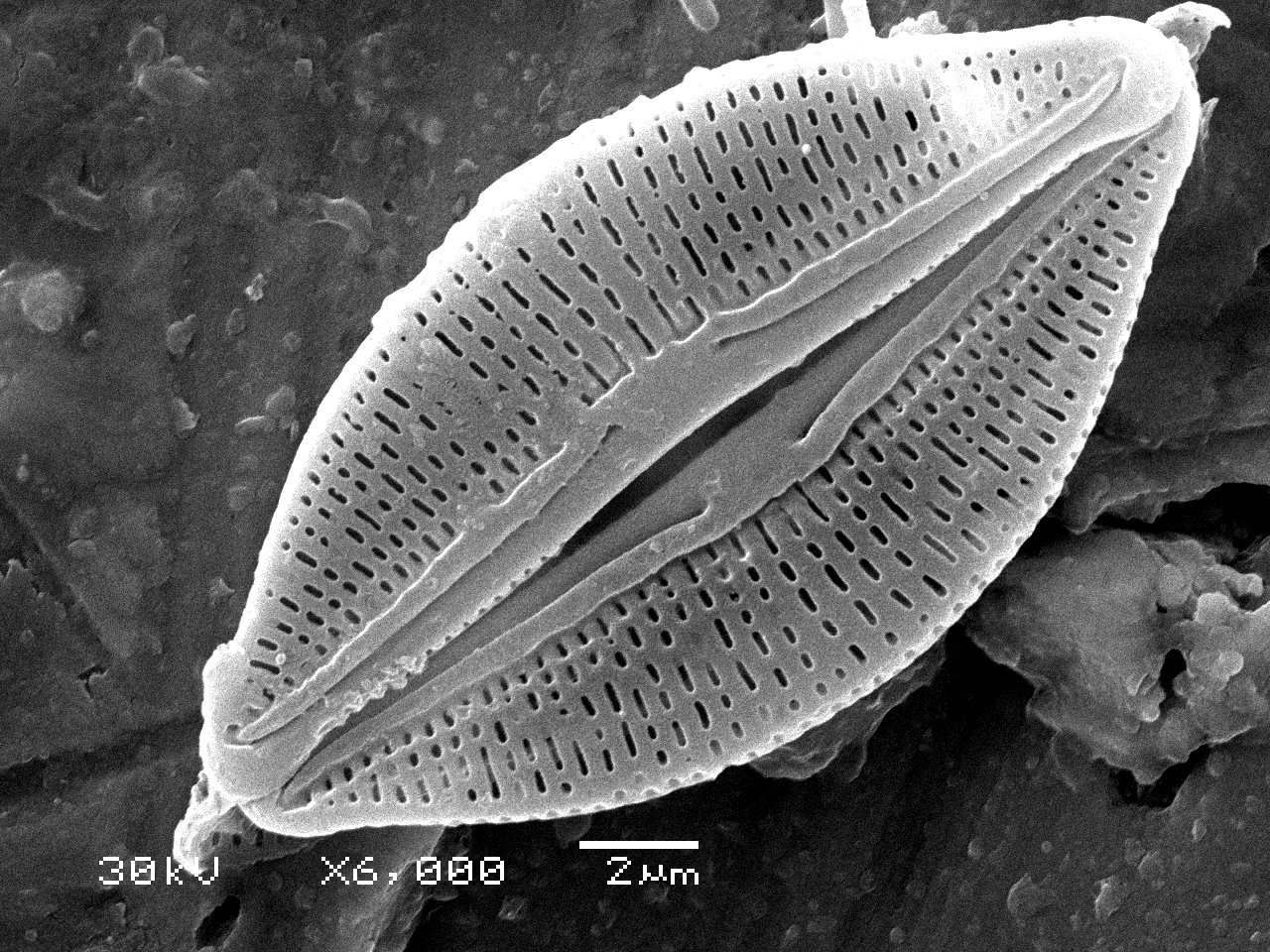
Kieselalge Amphora 🌐 Siliciumdioxid-Frustel
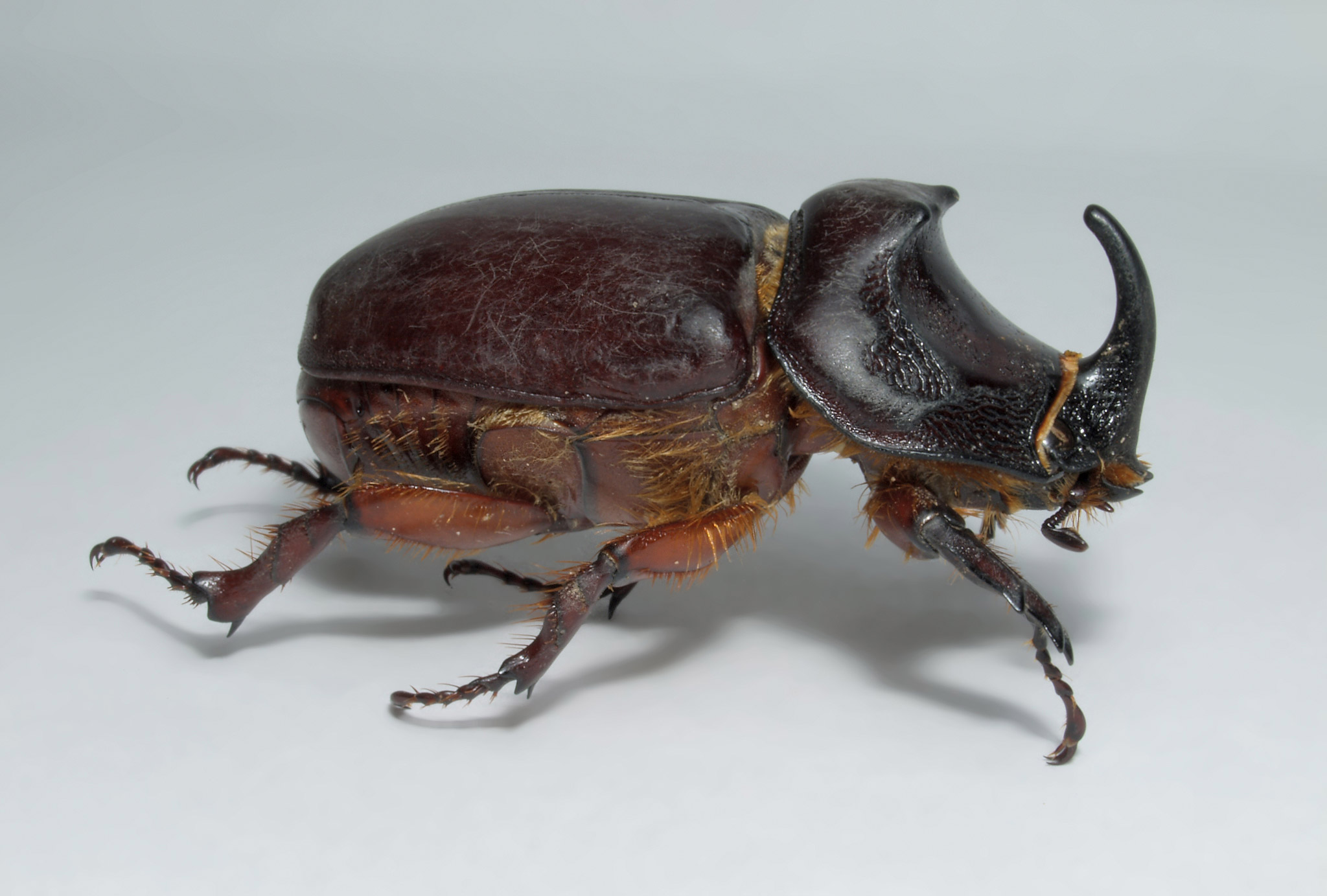
Nashornkäfer (Oryctes nasicornis) 🌐 Panzer überwiegend aus Chitin und Sklerotin
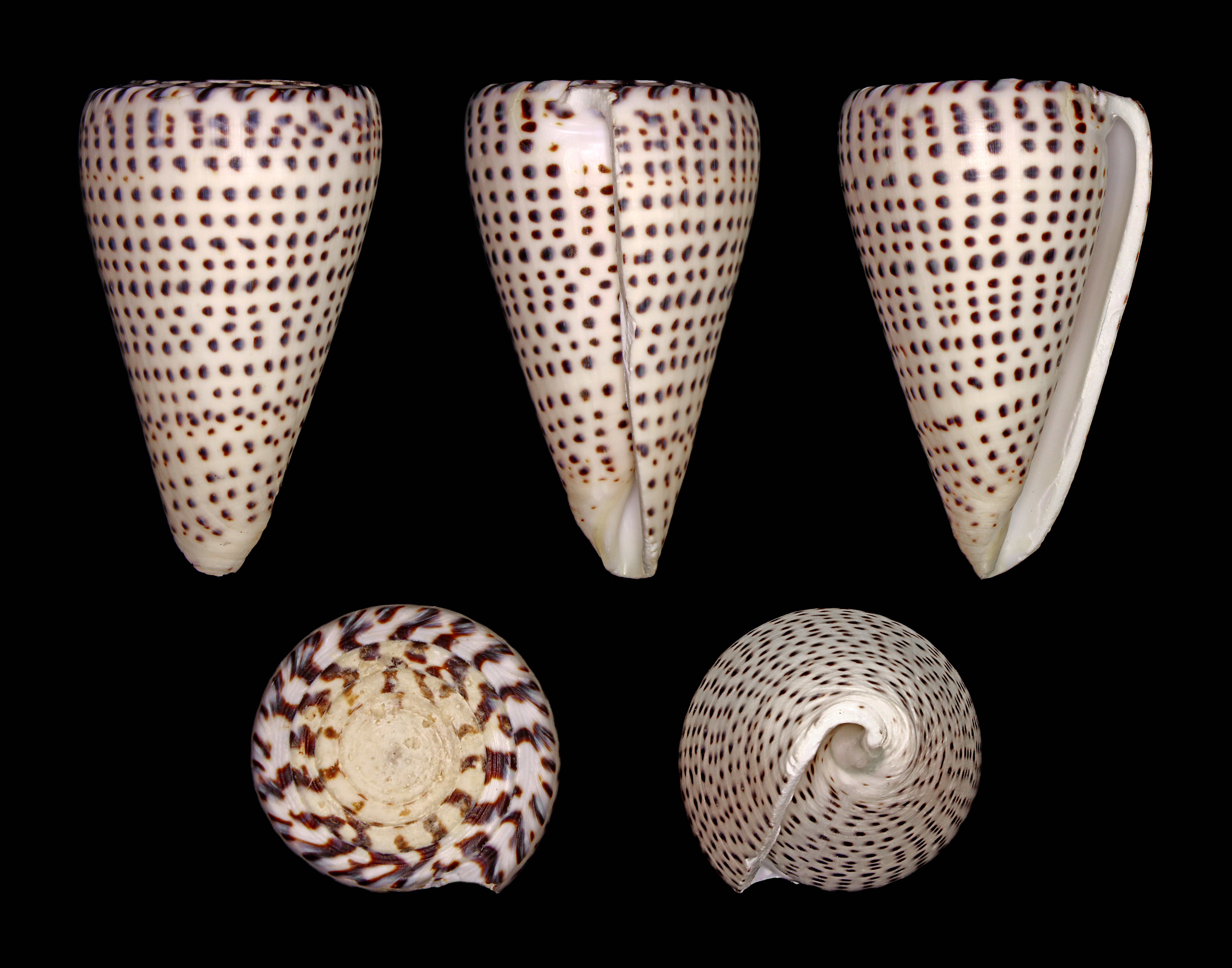
Kegelschnecke (Lithoconus leopardus) 🌐 Schale aus Conchiolin und Aragonit
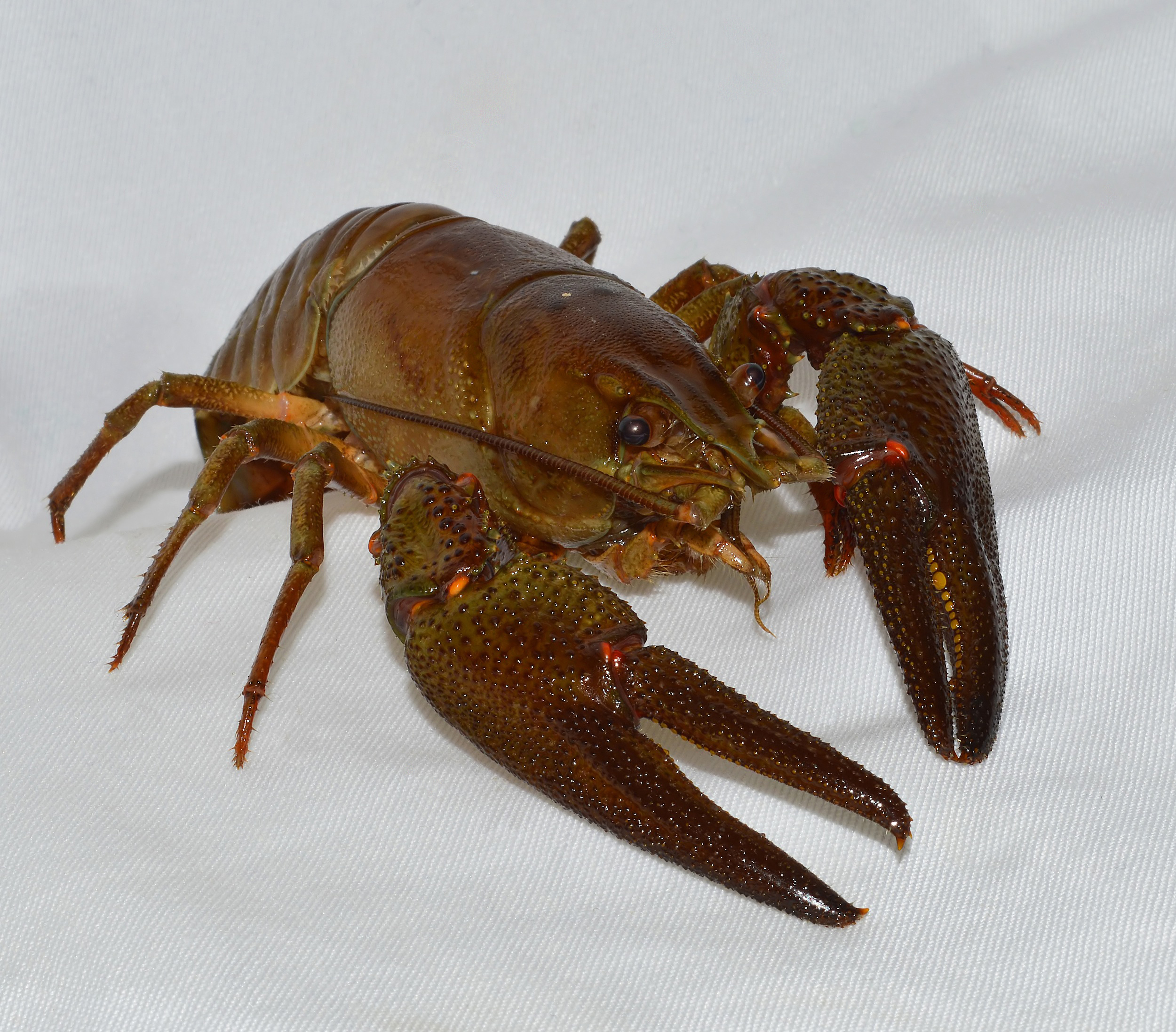
Edelkrebs (Astacus astacus) 🌐 Panzer überwiegend aus Chitin, Sklerotin und Calciumcarbonat
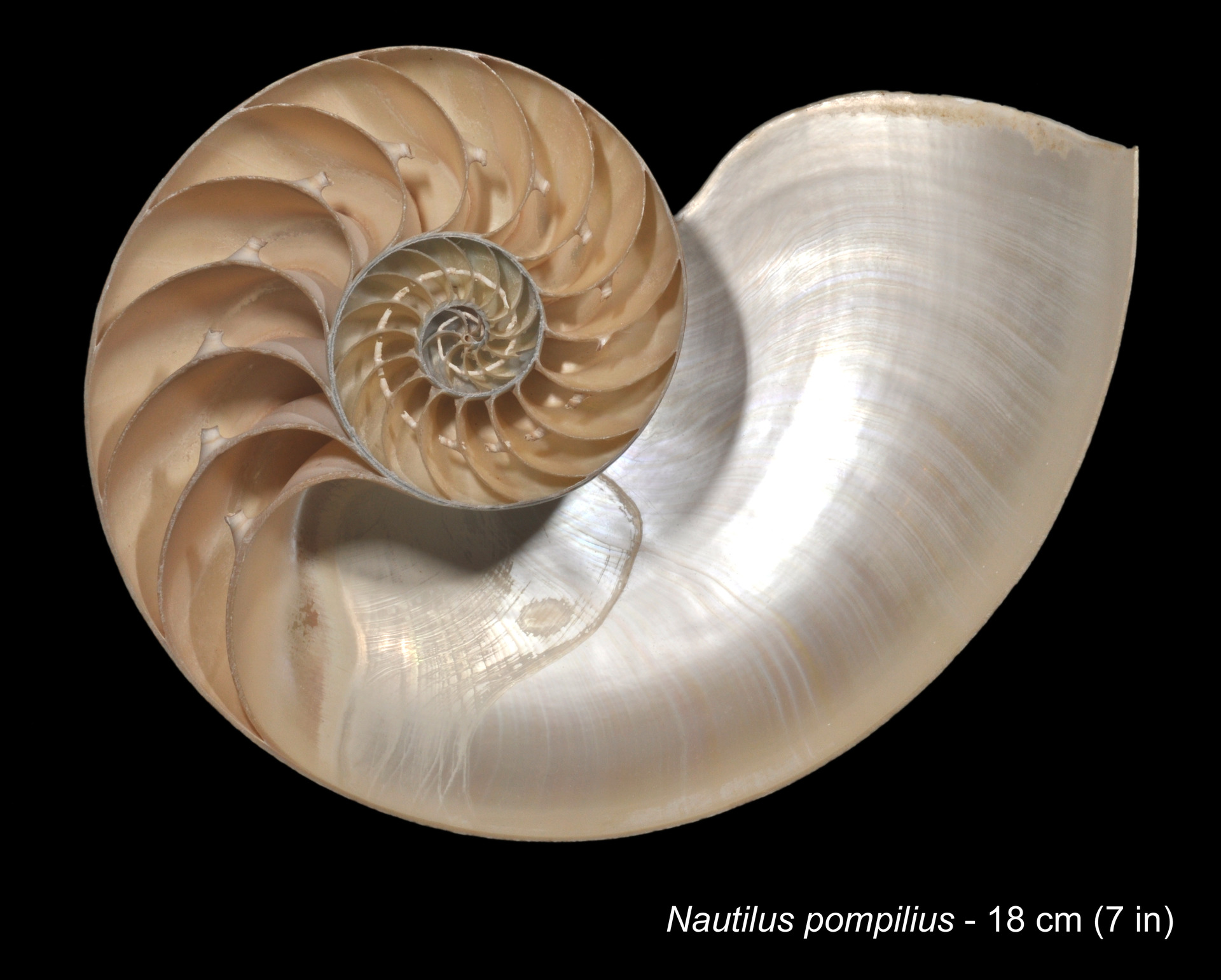
Gemeines Perlboot (Nautilus pompilius) 🌐 Phragmokon überwiegend aus Aragonit